# 뉴질랜드국제방송
뉴질랜드국제방송(Radio New Zealand International 약칭 RNZI)은 뉴질랜드의 국제방송국이다.
영어와 5개의 태평양 언어로 방송한다. 본사는 뉴질랜드의 수도 웰링턴에 있다.